# مارك سامبسون
مارك سامبسون (بالإنجليزية: Mark Sampson)‏ (18 أكتوبر 1982 في المملكة المتحدة - ) هو مدرب كرة قدم ولاعب كرة قدم بريطاني في مركز الدفاع. لعب مع Cardiff Corinthians F.C. ‏.

## وصلات خارجية
- مارك سامبسون على موقع الاتحاد الدولي (مؤرشف)  (الإنجليزية)
- مارك سامبسون على موقع الاتحاد الأوربي (الإنجليزية)
- مارك سامبسون على موقع قاعدة بيانات كرة القدم.إي يو (الإنجليزية)
- مارك سامبسون على موقع عالم كرة القدم.نت (الإنجليزية)